# Сен-Жерменский эдикт
Сен-Жерменский эдикт (фр. l'Edit de Saint-Germain) — эдикт французского короля Карла IX, опубликованный 17 января 1562 года. Он регламентировал правовое положение гугенотского меньшинства во Франции, заложив в стране основы веротерпимости.

## Предыстория
Вторая треть XVI века во Франции была отмечена усилением репрессий против гугенотов. Начавшись после знаменитого «дела о листовках», они достигли апогея в конце правления Генриха II (1547—1559) и во время царствования его сына Франциска (1559—1560), родственником жены которого был глава ультракатолической партии Франсуа де Гиз. Экуанский эдикт (2 июня 1559 года) фактически поставил протестантов во Франции вне закона; для их преследования при каждом из французских парламентов была учреждена «огненная палата» (фр. chambre ardente).
Однако со смертью Франциска II политика правящих кругов Франции изменилась. Власть перешла к матери нового монарха, Екатерине Медичи, стороннице умеренных взглядов. Её поддерживал канцлер Мишель де л’Опиталь, гуманист, получивший разностороннее образование в Италии. Екатерина и л’Опиталь стремились достичь внутриполитической стабильности путём примирения враждующих партий — гугенотов и католиков.

## Принятие эдикта
Эдикт от 30 июля 1561 года отменял смертную казнь за религиозные преступления, а также провозглашал амнистию за «прошлые заблуждения или подстрекательство к религиозному бунту».
Для обсуждения следующего эдикта королева-мать созвала совет «главных и самых именитых правителей и советников суверенных дворов», который заседал совместно с Королевским советом в городе Сен-Жермен с 7 по 15 января 1562 года. В итоге были приняты основные положения нового документа: гугенотам разрешили проводить свои богослужения вне городских стен и не в дни католических праздников; кроме того, они могли собираться в частных домах. Взамен адепты новой веры должны были оставить захваченные храмы и дать присягу в соблюдении эдикта представителям королевской администрации. Таким образом, впервые в истории Франции протестанты получили свободу отправления религиозного культа, пусть и сильно урезанную.
О принятии Сен-Жерменского эдикта было объявлено 17 января 1562 года. Парижский парламент, бывший оплотом католицизма, отказался его зарегистрировать.

## Последствия
Эдикт произвёл действие, обратное ожидаемому: уже 1 марта 1562 года герцог де Гиз, проезжая через местечко Васси, обнаружил там гугенотов, собравшихся на молитву. Герцог приказал вооружённой свите напасть на них. Резня в Васси стала отправной точкой первой религиозной войны, продлившейся больше года. Амбуазский мир, который был заключён по её окончании, подтвердил главные положения Сен-Жерменского эдикта.
Сен-Жерменский эдикт действовал (с перерывами) вплоть до конца XVI века. В 1585 году Немурский трактат Генриха III, принятый в угоду Католической лиге, сильно ограничил права гугенотов, а в 1598 году Нантский эдикт даровал протестантам равноправие с католиками.

## Комментарии
1. ↑  Также известен как Январский эдикт (фр. l'Edit de Janvier).
2. ↑  То есть в нарушение Сен-Жерменского эдикта — внутри города.